# 保険局
保険局（ほけんきょく）は、中央省庁である厚生労働省の内部部局の一つ。公的医療保険（共済組合を除く）などを所管する。2001年1月6日の中央省庁再編で厚生省と労働省が統合されるのに伴い、厚生省保険局がそのまま組織変更され発足した。
医療保険制度、後期高齢者医療制度の企画立案等を所掌する。健康保険法により設立された全国健康保険協会を所管している。

## 所掌業務
保険局は、次に掲げる事務をつかさどる（厚生労働省組織令13条）。
1. 健康保険事業に関すること(年金局の所掌に属するものを除く)。
2. 船員保険事業に関すること(年金局の所掌に属するものを除く)。
3. 国民健康保険事業に関すること。
4. 後期高齢者医療制度に関すること。
5. 医療保険制度の調整に関すること。
6. 保健医療の普及及び向上に関する事業並びに健康保険事業、船員保険事業、国民健康保険事業及び後期高齢者医療に係る事業と老人の福祉及び保健並びに介護保険に関する事業との連携に関すること。
7. 特別保健福祉事業に関すること。
8. 年金特別会計の健康勘定及び年金特別会計の業務勘定のうち特別保健福祉事業の経理に関すること。
9. 年金特別会計の健康勘定に属する国有財産の管理及び処分並びに物品の管理に関すること。

## 組織
- 総務課
- 保険課
  - 全国健康保険協会管理室
- 国民健康保険課
- 高齢者医療課
- 医療介護連携政策課
  - 保険データ企画室
- 医療課
  - 歯科医療管理官
  - 保険医療企画調査室
  - 医療技術評価推進室
  - 医療指導監査室
  - 薬剤管理官
- 調査課
  - 数理企画官

## 歴代の保険局長
中央省庁再編以後の歴代の保険局長は以下の通りである。
| 官 | 氏名     | 出身大学               | 前職                   | 保険局長在任期間    | 後職等                               |
| -- | -------- | ---------------------- | ---------------------- | ------------------- | ------------------------------------ |
| 事 | 大塚善治 | 東京大学法学部         | 老人保健福祉局長       | 2001.1.6-2002.8.30  | 厚生労働審議官、厚生労働事務次官     |
|    | 真野章   |                        | 社会・援護局長         | 2002.8.30-2003.8.29 | 社会保険庁長官                       |
| 事 | 辻哲夫   | 東京大学法学部         | 官房長                 | 2003.8.29-2004.7.23 | 厚生労働審議官、厚生労働事務次官     |
| 事 | 水田邦雄 |                        | 政策統括官（社会保障） | 2004.7.23-2009.7.24 | 厚生労働事務次官                     |
| 医 | 外口崇   | 慶應義塾大学医学部     | 医政局長               | 2009.7.24-2012.9.10 | 退職                                 |
| 事 | 木倉敬之 | 東京大学法学部         | 医薬食品局長           | 2012.9.10-2014.7.11 | 退職                                 |
| 事 | 唐澤剛   | 早稲田大学政治経済学部 | 政策統括官（社会保障） | 2014.7.11-2016.6.21 | 内閣審議官                           |
| 医 | 鈴木康裕 | 慶應義塾大学医学部     | 官房技術総括審議官     | 2016.6.21-2017.7.11 | 初代医務技監                         |
| 事 | 鈴木俊彦 | 東京大学法学部         | 年金局長               | 2017-2018           | 事務次官                             |
| 事 | 樽見英樹 | 東京大学法学部         | 官房長                 | 2018-2019           | 医薬・生活衛生局長、厚生労働事務次官 |
| 事 | 濵谷浩樹 | 東京大学法学部         | 子ども家庭局長         | 2019-2022           | 退職                                 |
| 事 | 伊原和人 | 東京大学法学部         | 医政局長等             | 2022.6.28-2024.7.5  | 厚生労働事務次官                     |
| 事 | 鹿沼均   | 東京大学経済学部       | 政策統括官 (総合政策)  | 2024.7.5-           | 社会・援護局長                       |
| 事 | 間隆一郎 | 東京大学法学部         | 年金局長               | 2025.7.8-           | 現職                                 |